# طارق الأمير
طارق الأمير ممثل ومؤلف مصرى بدأ مشواره الفنى في التسعينيات وأدى أدوارا ثانوية في السينما والتليفزيون. يمكن رؤيته في دور الضابط «هانى» مستشار الغرام في فيلم «اللي بالي بالك» عام 2003 وفي دور«عبد المنصف» المتزوج مع إيقاف التنفيذ في فيلم «عسل إسود» عام 2010 ودور مسعد في فيلم «عوكل» ودور الضابط في فيلم «صنع في مصر». ومن مؤلفاته فيلم «كتكوت»2006 و «مطب صناعي» 2006 و «الحب كده»2007.

## تمثيل
- صنع في مصر.. 2014 - ضابط الشرطة
- عسل إسود.. 2010 - عبد المنصف
- عوكل.. 2004
- اللي بالي بالك.. 2003 - الضابط هانى
- أم كلثوم.. 1999 - يوزباشي نافع
- نور القمر.. 1999
- وادي فيران.. 1998 .. حماد
- الطريق إلى إيلات.. 1993

## تأليف
- حبشتكانات.. الفوازير 2013 - مؤلف (جاري إنتاجه)
- الحب كده.. فيلم 2007 - مؤلف
- مطب صناعي.. فيلم 2006 - مؤلف
- كتكوت.. 2006 - مؤلف

## روابط خارجية
- صفحة الممثل على موقع السينما
- الصفحه الرسمية له  على فيسبوك.